# Locronan
Locronan település Franciaországban, Finistère megyében. Lakosainak száma 806 fő (2022. január 1.). Locronan Plogonnec, Plonévez-Porzay, Quéménéven és Kerlaz községekkel határos.

## Népesség
A település népességének változása:
| Lakosok száma | 672  | 704  | 796  | 800  | 812  | 814  | 795  | 795  | 790  | 806  |
|               | 1968 | 1982 | 1990 | 2006 | 2013 | 2015 | 2017 | 2019 | 2020 | 2022 |